# March for Our Lives

Il logo della marcia

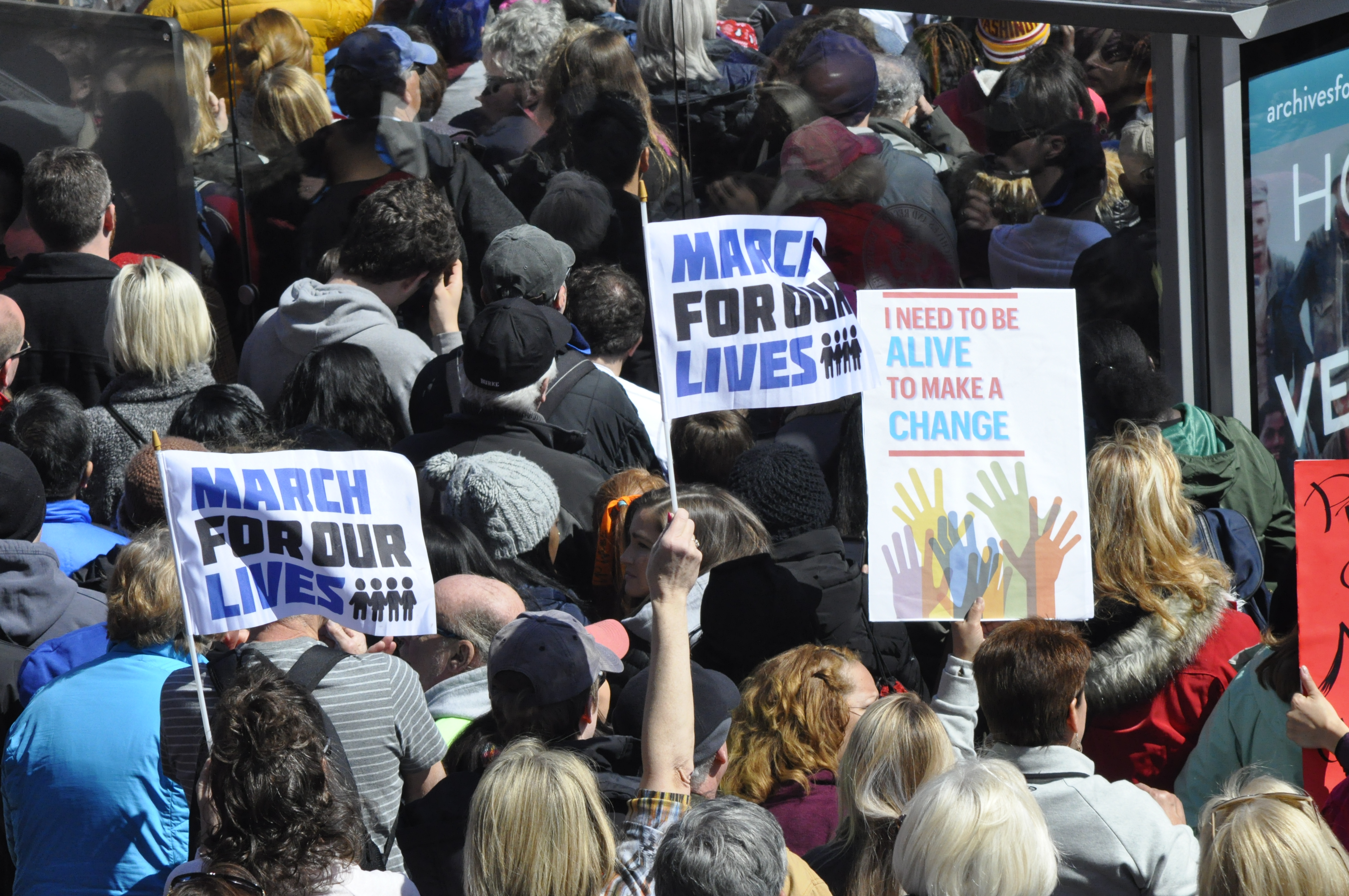
Manifestanti con i loghi della marcia e gli slogan.

March for Our Lives o in italiano Marcia per le nostre vite (la parola inglese "March" significa sia "Marcia" sia "Marzo", assumendo quindi un doppio significato) 
è stata una manifestazione studentesca svoltasi il 24 marzo 2018 a Washington e in altri 800 luoghi degli Stati Uniti e di altri paesi del mondo. Gli studenti organizzatori hanno pianificato la marcia in collaborazione con l'organizzazione no-profit Everytown for Gun Safety ("Ogni città per la salvezza dalle armi"). L'evento è nato a seguito del massacro alla Marjory Stoneman Douglas High School.
La manifestazione è nata per affermare la necessità di una maggiore restrizione sulla vendita delle armi negli Stati Uniti. In particolare, hanno richiesto il controllo dei precedenti penali di chi acquista un'arma, l'aumentando dell'età legale per il possesso di armi da fuoco all'età di 21 anni in tutta federazione, l'illegalità di compravendita di armi tra privati cittadini, il ripristino della legge decennale Federal Assalult Weapons Ban del 1994 e il divieto di vendere caricatori ad alta capacità negli Stati Uniti.
Con due milioni di persone in marcia negli Stati Uniti, è stata la seconda protesta più grande di sempre dopo la Women's March on Washington e la più grande protesta studentesca nella storia degli Stati Uniti.

## Organizzazione
Quattro giorni dopo il massacro alla Marjory Stoneman Douglas High School di Parkland, in Florida, il 14 febbraio 2018, Cameron Kasky, uno studente della scuola, e i suoi compagni di classe, annunciarono che avrebbero organizzato una manifestazione a favore di leggi più restrittive per il possesso di armi da fuoco negli Stati Uniti. All'organizzazione si unì poi anche Alex Wind, altro alunno della scuola, che insieme con quattro amici creò la campagna Never Again. Emma González e David Hogg, sopravvissuti alla strage, promossero l'iniziativa attraverso i media. Come data venne scelto il 24 marzo, ovvero il giorno in cui una delle vittime di Parkland, Nicholas Dworet, avrebbe compiuto 18 anni.
Prevedendo la presenza di circa 500 000 persone, il 23 febbraio gli organizzatori inoltrarono la richiesta alla National Park Service per dirigere la marcia al National Mall, sito che però era già stato prenotato per il 24 marzo, optando quindi per far svolgere l'evento sulla Pennsylvania Avenue, sempre a Washington. La Washington Metropolitan Area Transit Authority annunciò che avrebbe inviato treni straordinari in occasione della marcia.

### Enough! National School Walkout
L'Enough! National School Walkout è stata una protesta tenutasi a un mese dalla sparatoria di Parkland, quando gli studenti dovevano uscire dalle loro classi e camminare per esattamente diciassette minuti (uno per ciascuna delle vittime del massacro). Questa protesta ha coinvolto più di 3 000 scuole negli Stati Uniti e quasi un milione di studenti. Lo stesso giorno, migliaia di studenti si sono radunati e hanno organizzato una manifestazione a Washington dopo aver osservato 17 minuti di silenzio con le spalle alla Casa Bianca.

### Supporto di aziende e celebrità
George Clooney e sua moglie Amal hanno donato 500 000 dollari statunitensi a sostegno della marcia, seguiti da Oprah Winfrey, Jeffrey Katzenberg, Steven Spielberg e sua moglie Kate Capshaw. Tra le altre celebrità che hanno sostenuto economicamente il movimento si segnalano Justin Bieber, Gabrielle Giffords, Lauren Jauregui, Alyssa Milano, Amy Schumer, St. Vincent, Harry Styles, Hayley Williams, Paul McCartney, Kanye West e Kim Kardashian, John Legend e Christine Teigen e Taylor Swift.
Il 23 febbraio 2018 anche Gucci ha donato mezzo milione di dollari per la manifestazione, così come i fondatori di Lyft e il fondatore di Bumble.
Durante i Nickelodeon Kids' Choice Awards del 2018, il wrestler John Cena e l'attrice Millie Bobby Brown hanno applaudito l'iniziativa.
Lewis Hamilton ha invece disputato il Gran Premio d'Australia 2018 con il logo della manifestazione sul casco.

## Partecipazione

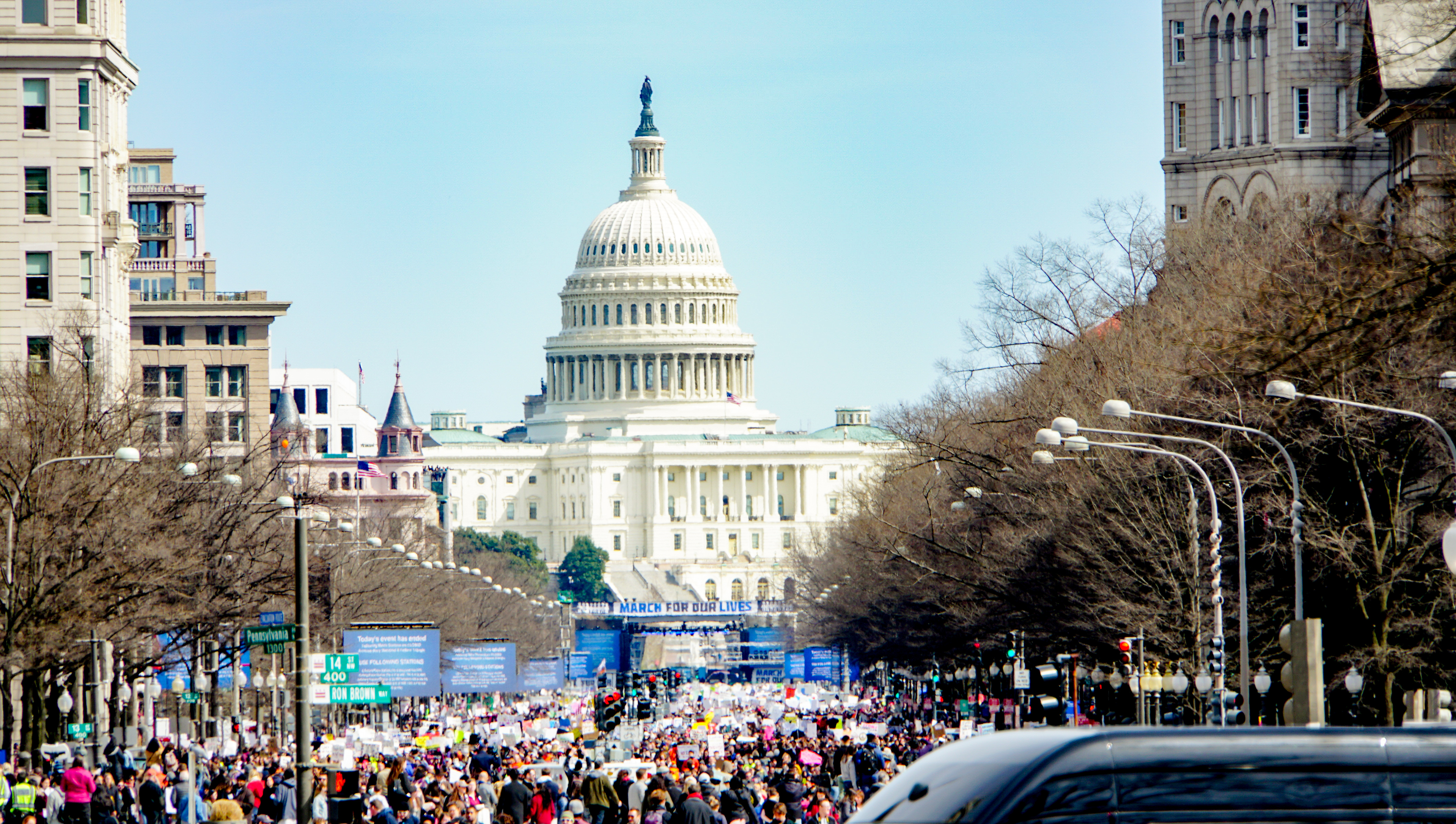
Manifestanti sulla Pennsylvania Avenue di Washington.

March for Our Lives è stata la più grande protesta guidata dai giovani dopo la guerra del Vietnam. La partecipazione stimata a Washington va dalle 200 000 alle 850 000 persone.
Sul palco allestito hanno parlato solo studenti delle scuole, inclusi alcuni sopravvissuti del massacro alla Marjory Stoneman Douglas High School, come Cameron Kasky, David Hogg, Delaney Tarr, Sarah Chadwick, Alex Wind, Jaclyn Corin, Ryan Deitsch, Aalayah Eastmond, Sam Fuentes e Emma González. Sul palco della manifestazione hanno fatto la comparsa anche diversi parenti di persone uccise casualmente da armi da fuoco, tra cui Yolonda Reene King, nipote di Martin Luther King Jr, e Matthew Soto, fratello di Victoria, uccisa nel massacro alla Sandy Hook Elementary School.
Salita sul palco, Emma González, studentessa della scuola di Parkland teatro del massacro, dopo aver fatto i nomi delle 17 vittime è rimasta in piedi davanti al microfono senza parlare per oltre quattro minuti in attesa che la folla facesse silenzio, annunciando l'inizio di 6 minuti e 20 secondi di silenzio generale, lo stesso tempo trascorso tra il primo e l'ultimo sparo all'interno della Marjory Stoneman Douglas High School. Alla fine di questo tempo, Emma González ha dichiarato:
(Emma González)
Numerose sono le celebrità che hanno partecipato alla marcia di Washington a fianco degli studenti, tra queste si evidenziano Ariana Grande, Lin-Manuel Miranda, Ben Platt, Miley Cyrus, Jennifer Hudson, Common e Demi Lovato.

## Reazioni

### National Rifle Association
Il 21 marzo 2018, il presentatore della televisione della National Rifle Association of America, la NRA TV, Grant Stinchfield ha dichiarato che "March for Our Lives è sostenuta da radicali con una storia di minacce, linguaggio e azioni violenti".
Mentre si stava svolgendo la marcia, la National Rifle Association ha pubblicato un video propagandistico alla sua pagina Facebook. Un altro video intitolato March for Our Lie (in italiano: Marcia per le nostre bugie), già pubblicato su YouTube con Colion Noir, in cui descriveva la marcia come un "carnevale".

### Politica

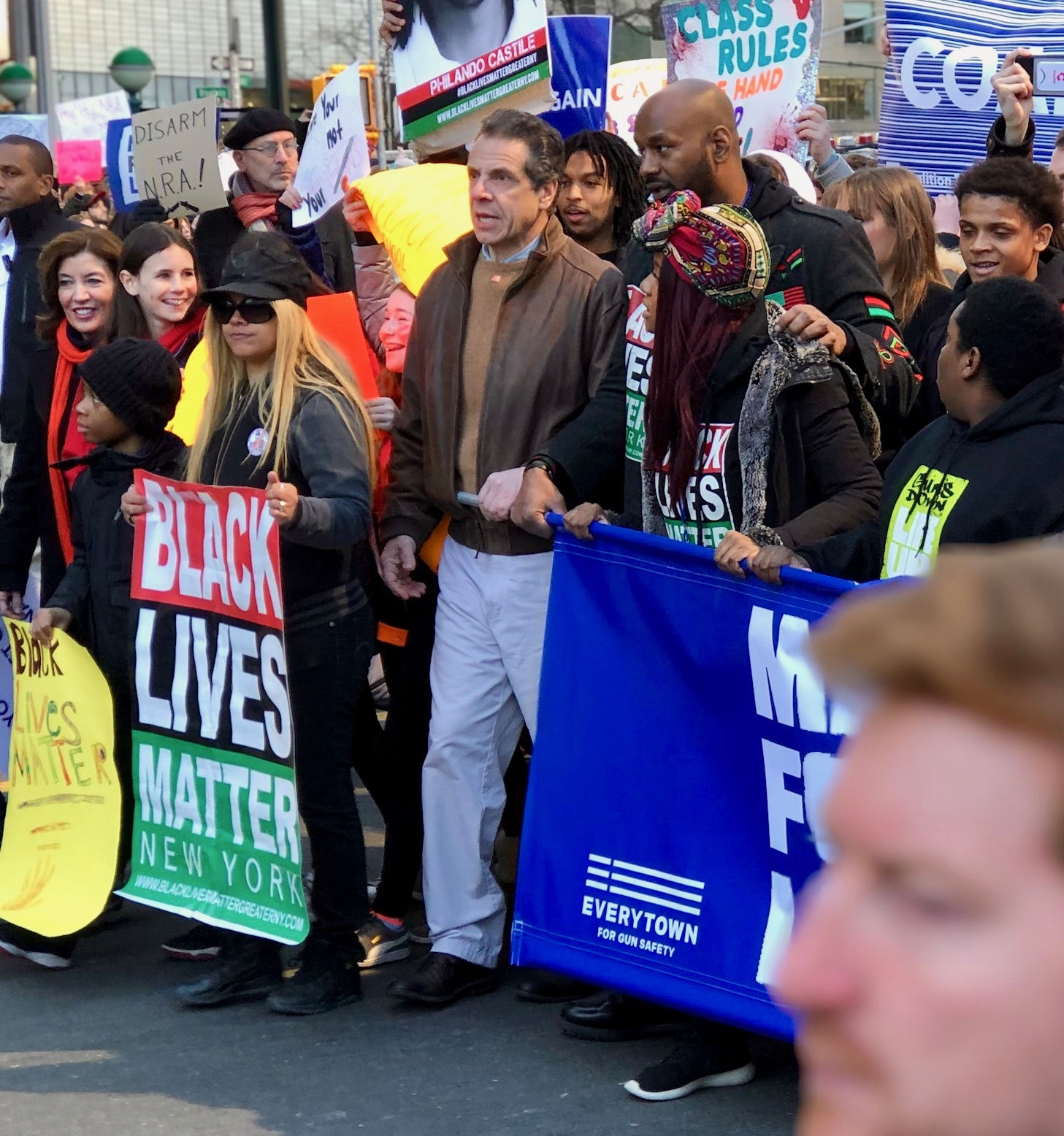
Andrew Cuomo in testa alla March for Our Lives di New York.

Il quotidiano The Washington Post ha riportato l'appoggio ai manifestanti da parte di molti democratici, e molti di loro, hanno anche partecipato alla marcia, ma pochi repubblicani hanno fatto altrettanto. La Casa Bianca ha detto in una nota che applaude i molti coraggiosi giovani americani che esercitano i loro primi diritti.
Nel giorno delle proteste, il senatore repubblicano della Florida, Marco Rubio, ha risposto affermando: "Tuttavia, molti altri statunitensi non sostengono il divieto delle armi" e che "il divieto delle armi da fuoco è una violazione al secondo emendamento costituzionale, danneggiando i diritti dei cittadini rispettosi della legge che alla fine non preverrebbe queste tragedie". Ha invitato quindi i manifestanti a trovare "un terreno comune con coloro che hanno opinioni contrastanti" affinché il cambiamento possa avvenire.
L'ex senatore repubblicano e candidato alla presidenza Rick Santorum ha criticato gli attivisti di Parkland, suggerendo durante un'intervista con la CNN che "gli studenti dovrebbero imparare modi per rispondere a qualcuno che gli spara piuttosto che chiedere ai legislatori di risolvere il loro problema"; Santorum consigliò agli studenti di prendere lezioni di primo soccorso o BLS piuttosto che marciare a Washington. The Washington Post, intervistando diversi dottori che, in risposta a Santorum, hanno affermato che il primo soccorso o il BLS non sarebbe stato affatto efficace sulle vittime di armi da fuoco in quanto queste pratiche non avrebbero rimediato alle perdite di sangue.
L'ex presidente democratico Barack Obama ha affermato di essere "molto ispirato da tutti i giovani che ha reso possibile la March for Our Lives". Si rivolse a loro: "Continuate così, ci state guidando in avanti, niente può ostacolare milioni di voci che chiedono il cambiamento".